# Newlyweds: Nick and Jessica
Newlyweds: Nick and Jessica  fue un reality show que fue producido y transmitido por MTV. Siguió la vida del entonces matrimonio de Nick Lachey y Jessica Simpson. El primer programa se transmitió en agosto de 2003 y tuvo 4 temporadas, con 41 episodios en total. El último episodio transmitido en 30 de marzo de 2005.
Simpson y Lachey se casaron el 26 de octubre de 2002 y solicitó el divorcio el 16 de diciembre de 2005. El 30 de junio de 2006 Jessica y Nick finalmente obtuvieron el divorcio.
Parte del truco del programa participan mostrando la estupidez de Simpson y la ignorancia, jugando en el estereotipo popular de "rubias tontas". Tal vez el ejemplo más conocido viene de la primera temporada,  en donde Jessica estaba comiendo a una lata de pollo del atún Mar, le preguntó Nick "¿Es esto pollo, lo que tengo, o es pescado? Sé que es atún, pero dice "Pollo ... del mar".

## Episodios

### 1 temporada
19 de agosto de 2003 al 14 de octubre de 2003.
| - Chicken of the Sea - The Dancers - Newlyweds Go Camping - Newlyweds Go Golfing - The Platypus | - Buffalo Wings - Newlyweds Decorate - The Video Shoot - Newlyweds Birthday - Jessica Cooks Dinner |  |

### 2 temporada
21 de enero de 2004 a 24 de marzo de 2004.
| - The Anniversary - Nick's 30th B-Day - The Newlyweds Shop - The French Language - The Duet - A Newlyweds Christmas | - Jessica's 'Dessert' - Puppy Madness - The Newlyweds Vacation - Valentine's Day |  |

### 3 temporada
16 de junio de 2004 al 11 de agosto de 2004.
| - CaCee Moves In - Mismatched Threesome - Celebrity Issues - Eye Surgery - Newlyweds Baby | - The Kentucky Derby - Nick and Joe - The Traveling Newlyweds - Nick's Lawn - The Newlyweds |

#### Especials
- Happy Birthday Jessica, Love Nick

### 4 temporada
26 de junio de 2005 al 30 de marzo de 2005.
| - Newlyweds Two Year Anniversary - Jess Gets a Root Canal - Training Daisy - The Dukes of Hazzard - New Year's Eve | - The Orange Bowl - Boys Weekend in Cabo - Newlyweds Together Again - The Valentine's Day Budget - Newlyweds Series Finale |  |